# Carlo Nocella
Carlo Nocella (ur. 25 listopada 1826 w Rzymie, zm. 22 lipca 1908 tamże) – włoski duchowny katolicki, kardynał.

## Życiorys
Kształcił się na Ateneum "S. Apolinare" w rodzinnym mieście, gdzie uzyskał doktorat utroque iuris. Święcenia kapłańskie otrzymał 2 września 1849. Wykładał następnie na swej alma mater. W latach późniejszych związany z sekretariatem ds. Listów Łacińskich, gdzie był asystentem. Wygłosił mowę pro pontifice defuncto przed rozpoczęciem konklawe 1878. Od 1884 pełnił funkcję sekretarza Listów Książęcych. 21 marca 1892 mianowany sekretarzem Świętej Kongregacji Konsystorialnej i sekretarzem Świętego Kolegium Kardynałów, a także kanonikiem bazyliki watykańskiej.
22 czerwca 1899 otrzymał nominację na tytularnego patriarchę Antiochii. Konsekrowany w bazylice watykańskiej przez kardynała Mariana Rampollę del Tindaro, sekretarza stanu Stolicy Apostolskiej. W 1901 został przeniesiony na urząd tytularnego łacińskiego patriarchy Konstantynopola. Funkcję tę sprawował do śmierci. Na konsystorzu z czerwca 1903 otrzymał kapelusz kardynalski. Pochowany został na Campo Verano.